# Carolina Coronado

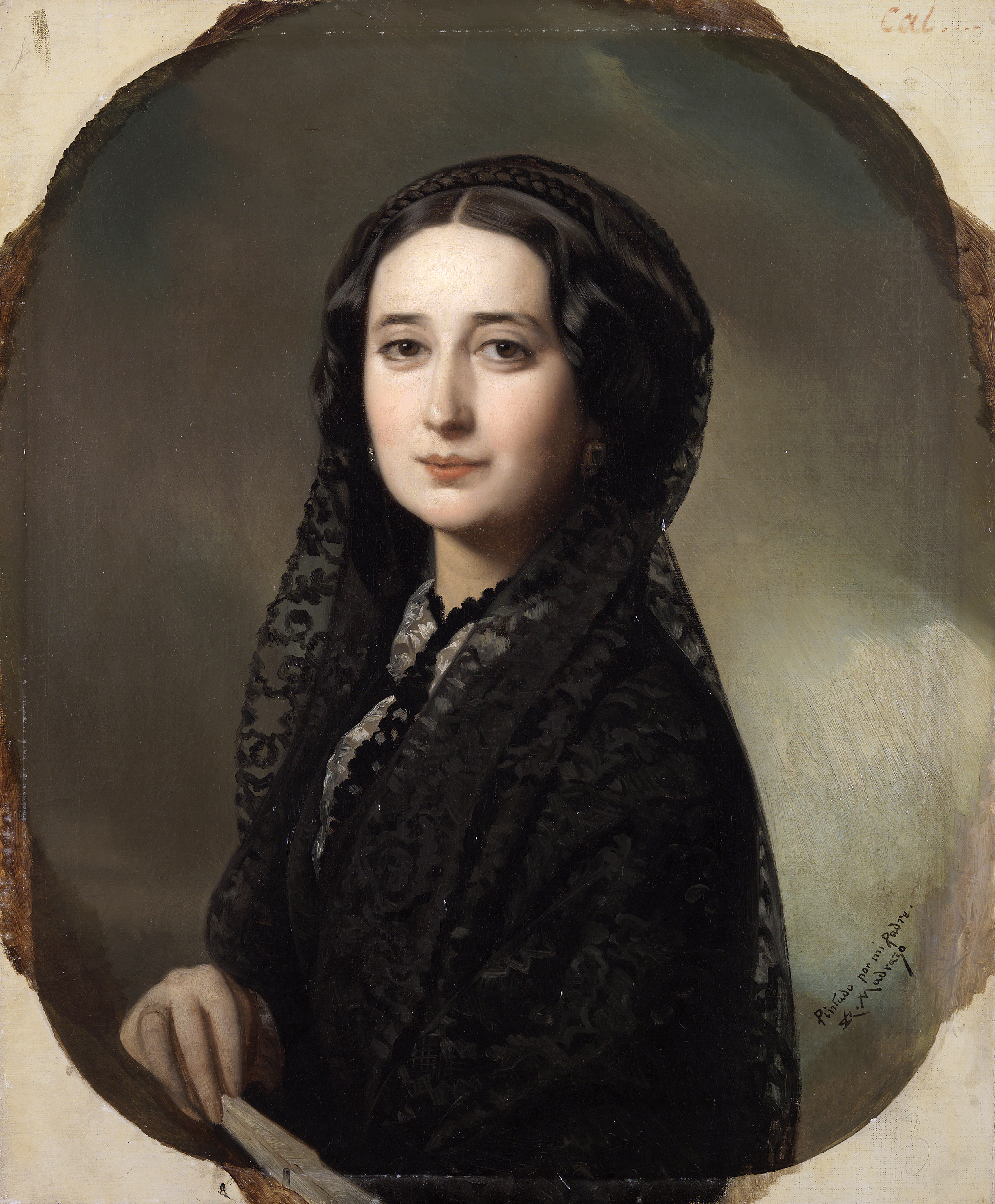
Carolina Coronado, Gemälde von Federico de Madrazo y Kuntz, Öl auf Leinwand, ca. 1855

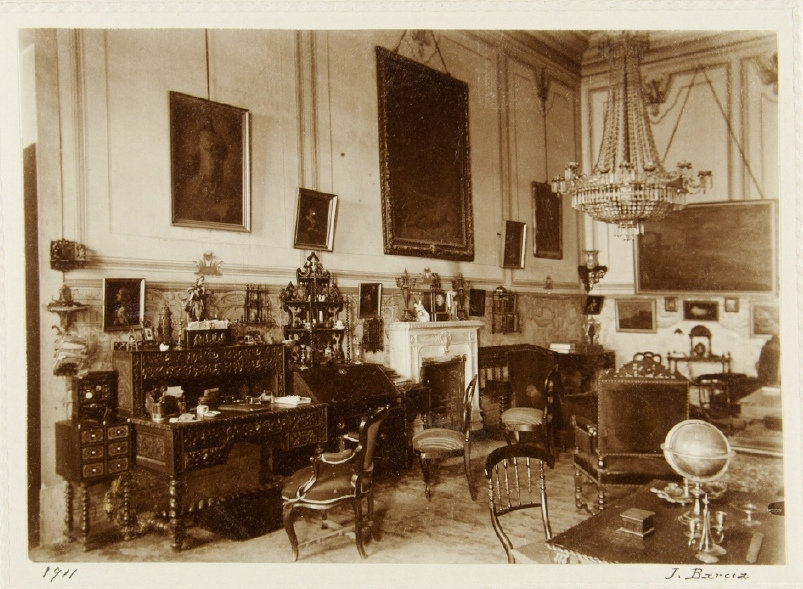
Salon der Carolina Coronado in Lissabon, Fotografie, 1911

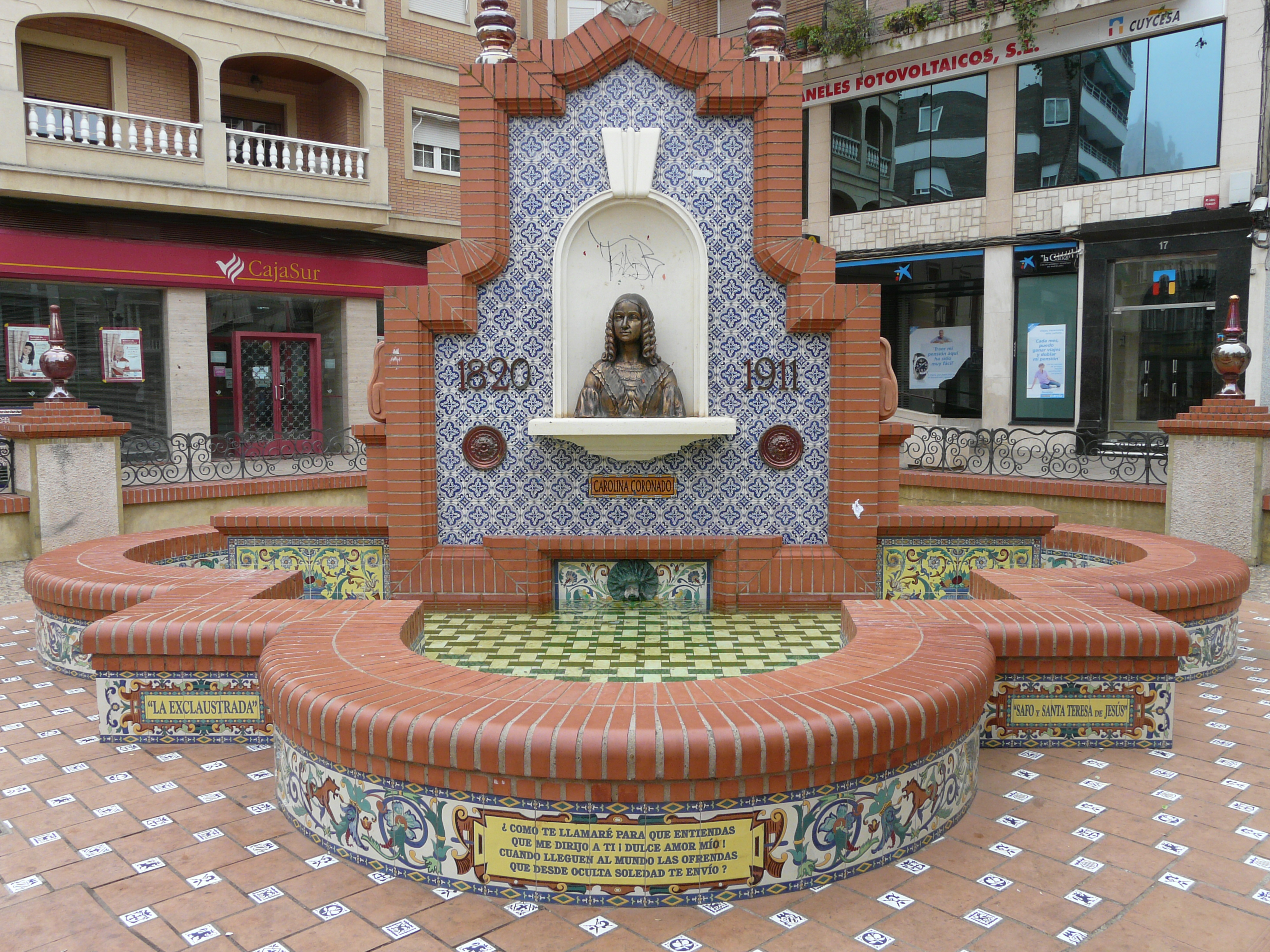
Denkmal für Carolina Coronado in ihrer Geburtsstadt Almendralejo, Fotografie, 2009

Victoria Carolina Coronado y Romero de Tejada (* 12. Dezember 1820 in Almendralejo, Badajoz, Extremadura; † 15. Januar 1911 in Lissabon, Portugal) war eine spanische Schriftstellerin, Dichterin, Dramatikerin und Salonnière, die für ihre Lyrik bekannt war und als vergleichbar mit anderen zeitgenössischen romantischen Autoren wie Gertrudis Gómez de Avellaneda und Rosalía de Castro gilt. Als eine der bekanntesten Dichterinnen, die Mitte des 19. Jahrhunderts in Spanien schrieben, spielte sie auch eine diplomatische Rolle (sie war mit Horatio Perry verheiratet, dem amerikanischen Sekretär der US-Gesandtschaft in Madrid). Sie setzte sich sowohl privat mit dem spanischen Königshaus als auch durch eine Reihe von weithin veröffentlichten Gedichten für die Ziele der Lincoln-Regierung, insbesondere die Abschaffung der Sklaverei ein.

## Leben
Coronado wurde als Tochter von Nicolás Coronado y Gallardo und María Antonia Romero de Tejada y Falcón. Ihre Familie war wohlhabend, vertrat jedoch progressive Ansichten, die zur Verfolgung ihres Vaters und Großvaters führten. Nach ihrem Umzug in die Provinzhauptstadt Badajoz erhielt Carolina die für Mädchen ihrer Zeit übliche Ausbildung: Mode und Hausarbeit. Trotzdem interessierte sie sich schon früh für Literatur und begann, Werke aus den verschiedensten Genres zu lesen. Sie lernte das Lesen und Schreiben autodidaktisch und setzte ihr Studium trotz der Missbilligung ihrer Familie fort. In einem Brief an ihren Mentor am Hof, den Schriftsteller Juan Eugenio Hartzenbusch, schrieb sie 1842: „Da ich mich bisher wenig mit häuslichen Beschäftigungen beschäftigt habe, habe ich nur einige gut geschriebene Romane und ein oder zwei Gedichtbände gelesen. Ich hatte mich immer dagegen gesträubt, meine Zeit mit Aufgaben zu verbringen, die meinem Geschlecht fremd waren, und meine entschiedene Neigung zur Literatur geopfert. Vor etwas mehr als einem Jahr habe ich unter Überwindung aller Unannehmlichkeiten meine ersten Essays geschrieben und mich der Kritik meiner Bekannten ausgesetzt.“
Ihre Zeilen sind spontan und gefühlsbetont. In der Madrider Zeitung El Piloto vom 22. Dezember 1839 erschien ein erstes Gedicht, A la palma, das von José de Espronceda in den höchsten Tönen gelobt wurde. Zeitlich damit verbunden führte dann die Nachricht von ihrem Tod in den literarischen Kreisen Madrids zu frühem Ruhm. Diese Falschnachricht und ihr romantisches Temperament dürften auch durch die chronische Katalepsie beeinflusst worden sein, an der sie litt. Das könnte ihr Interesse für das Thema Tod begründen. Dazu passt auch, dass sie ihren verstorbenen Ehemann, den sie um 20 Jahre überlebte, einbalsamierte.
1843 gab sie mit Unterstützung Hartzenbuschs eine erste Gedichtsammlung heraus und reiste um 1848 zum ersten Mal an den Hof. Dieser erste Aufenthalt in Madrid brachte ihr die Unterstützung der Vereinigung Liceo Artístico-Literario de Madrid in Form eines Stipendiums.
Viele ihrer Gedichte handelten von unmöglichen Liebschaften. Ihr häufigstes Thema war ein gewisser Alberto (Tejada ), den es vielleicht gar nicht gab. Nach dessen Tod auf See (ob er nun real oder eingebildet war) legte sie ein Gelübde der Enthaltsamkeit ab, widerrief es aber, als sie 1852 in Madrid Horatio Justus Perry (1824–1891) aus Keene, New Hampshire, heiratete. Perry war Sekretär der Botschaft der Vereinigten Staaten. Sie hatten einen Sohn, Carlos Horacio (1853–1854), und zwei Töchter, Carolina (1857–1873) und Matilde (geb. 1861).
Zwei Jahrzehnte lang (1853–1873) führte Coronado das Leben einer angesehenen Hofdame, einer persönlichen Freundin der Königin Isabella II. und vieler anderer Damen der Aristokratie, sie organisierte gesellschaftliche Feste sowie literarische und musikalische Veranstaltungen. Coronado wurde durch ihre literarischen Salons in ihrem Palast in Besecur berühmt, die sie mit anderen Dichterinnen ihrer Zeit unter dem Namen Hermandad Lírica (Femenina) (Lyrische weibliche Bruder- bzw. Schwesternschaft) veranstaltete. Ihre Zusammenkünfte dienten als Treffpunkt für fortschrittliche Schriftstellerinnen und Schriftsteller und ihr Palast soll auch als Zufluchtsort für Verfolgte gedient haben. Sie bekannte sich zur Abschaffung der Sklaverei und sprach sich, trotz der Funktion ihres Mannes, gegen die amerikanische Position in dieser Frage und die Wünsche bezüglich der Insel Kuba aus.
Sie veröffentlichte weitere Werke in Zeitungen und Zeitschriften. Ihre körperliche Schönheit trug zweifellos zu ihrem Erfolg bei und löste bei anderen romantischen Schriftstellern, darunter Espronceda, berüchtigte Bewunderung aus.
Die Beendigung des diplomatischen Dienstes von Perry, das veränderte gesellschaftliche Leben vor der ersten spanischen Republik und der Tod der ältesten Tochter veranlassten die Familie, 1873 nach Portugal zu ziehen. Während der Jahre in Lissabon setzte Coronado zunächst ihr gesellschaftliches Leben fort, das sie in Madrid geführt hatte, aber dieses Leben endete nach dem Tod von Perry und führte zu einer fast absoluten Abgeschiedenheit im Palácio da Mitra, wo sie 1911 starb.
In ihrem Geburtsort Almendralejo wurde ein Denkmal mit einem Brunnen für Carolina Coronado errichtet. Auch im Parque de Castelar in Badajoz steht ein sie sitzend mit einem Buch zeigende, lebensgroße Statue von ihr.

## Werk
Das Hauptwerk von Coronado ist die Lyrik. Ihre Gedichte behandeln verschiedene Themen, darunter patriotische Gefühle in ¡Oh, mi España!, Religion in El amor de los amores und ¿Cómo, Señor, no he de tenerte miedo? und insbesondere Romantik in Gedichten wie A una gota de rocío, A la rosa blanca, Nada resta de tí, ¡Oh! cuál te adoro, A una estrella und A las nubes. Ein wichtiges Thema in ihrem Werk ist ihr Feminismus und ihr entschiedenes Anprangern von sozialen Ungerechtigkeiten und Gewalt gegen Frauen. Ihr umfangreiches Werk wurde in einem einzigen Band mit dem Titel Poesías zusammengefasst, der 1843 veröffentlicht und 1852 neu aufgelegt wurde und einen Prolog von Juan Eugenio Hartzenbusch enthält.
In Prosa schrieb sie insgesamt fünfzehn Romane, darunter Luz, El bonete de San Ramón, La Sigea, Jarrilla, La rueda de la desgracia (1873) und Paquita (1850). Viele Kritiker halten das letzte Werk für das beste. Das ehrgeizigste Werk ist „La Sigea“, das auf dem Leben und den Werken der kastilischen Gelehrten Luisa Sigea am portugiesischen Hof von Manuel I. und ihren unterstellten Liebesbeziehungen zu Luís de Camões basiert. Die Geschichte verbindet mit dem neben dem Feminismus ein anderes Thema, die sprachliche Einheit des Galizischen und Portugiesischen und weitere Einheit der „Lusitaner“ (Bewegung des Reintegracionismo).
Sie verfasste auch mehrere Theaterstücke wie El cuadro de la esperanza (1846), Alfonso IV de León, Un alcalde de monterilla und El divino Figueroa, die jedoch im Vergleich zu ihren poetischen Werken als unbedeutend angesehen werden. Hinzu kommt eine gute Handvoll Artikel zu einer Vielzahl von Themen, die in einer Sammelausgabe der Prosawerke veröffentlicht sind.